# Список керівників держав 59 року до нашої ери
Список керівників держав 59 до н. е. — це перелік правителів країн світу 59 року до н. е.
Список керівників держав 60 року до нашої ери — 59 рік — Список керівників держав 58 року до нашої ери — Список керівників держав за роками

## Європа
- Боспорське царство — Фарнак ІІ, цар (63 до н. е. — 47 до н. е.)
- Дакія — Буребіста, цар (82 до н. е. — 44 до н. е.)
- Ірландія — Конайре Великий, верховний король (110 до н. е. — 40 до н. е.)
- Римська республіка —
  - Гай Юлій Цезар, консул (59 до н. е.)
  - Марк Кальпурній Бібул, консул (59 до н. е.)

## Азія
- Анурадхапура — Чора Нага, цар (62 до н. е. — 50 до н. е.)
- Велика Вірменія — Тигран ІІ Великий, цар (95 до н. е. — 55 до н. е.)
- Мала Вірменія — Дейотар, цар (63 до н. е. — 47 до н. е.; 44 до н. е. — 42 до н. е.)
- Атропатена — Аріобарзан І, цар (65 до н. е. — 56 до н. е.)
- Іберія — Фарнаваз ІІ, цар (63 до н. е. — 30 до н. е.)
- Індо-грецьке царство —
  - Діонісій, цар (у східному Пенджабі) (65 до н. е. — 55 до н. е.)
  - Гіпострат, цар (у західному Педжабі) (65 до н. е. — 55 до н. е.)
- Індо-скіфське царство — Вонон, цар (75 до н. е. — 57 до н. е.)
- Каппадокія — Аріобарзан II Філопатор, цар (63 до н. е.; 62 до н. е. — 51 до н. е.)
- Китай (династія Хань) — Лю Бін'і, імператор (74 до н. е. — 49 до н е.)
- Коммагена — Антіох І, цар (70 до н. е.; 69 до н. е. — 40 до н. е.)
- Махан — Янг, вождь (73 до н. е. — 58 до н. е.)
- Пуйо — Комуси, тхандже (60 до н. е. — 58 до н. е.)
- Маґадга (династія Кадва) Бхумімітра, цар (66 до н. е. — 52 до н. е.)
- Набатейське царство —
  - Ободат ІІ, цар (62 до н. е. — 60 до н. е.; 59 до н. е.)
  - Маліку I, цар (60 до н. е.; 59 до н. е. — 30 до н. е.)
- Осроена — Абгар II, цар (68 до н. е. — 53 до н. е.)
- Парфія — Фраат III, цар (70 до н. е. — 57 до н. е.)
- Понт — Фарнак II, цар (63 до н. е. — 47 до н. е.)
- Царство Сатаваханів — Апілака, махараджа (60 до н. е. — 48 до н. е.)
- Харакена — Тірей ІІ, цар (79 до н. е.; 78 до н. е. — 49 до н. е.; 48 до н. е.)
- Хунну — Воянь-Цюйди, шаньюй (60 до н. е. — 58 до н. е.)
- Еліміаїда — Камнаскир V, цар (73 до н. е.; 72 до н. е. — 46 до н. е.)
- Юдея — Йоханан Гіркан ІІ, цар (63 до н. е. — 40 до н. е.)
- Японія — Судзін, імператор (97 до н. е. — 29 до н. е.)

## Африка
- Єгипет — Птолемей XII, цар (80 до н. е. — 58 до н. е.; 55 до н. е. — 51 до н. е.)
- Мавретанія — Мастанесоса, цар (80 до н. е. — 49 до н. е.)
- Куш — Аманіхабле, цар (60 до н. е. — 45 до н. е.)
- Нумідія — Юба І, цар (60 до н. е. — 46 до н. е.)